# Francisco Xavier Lampillas
Francisco Xavier Lampillas o Llampillas (Mataró, 1731 – Sestri Levante, 1810) è stato un gesuita e critico letterario spagnolo.

## Biografia
Entrato nella Compagnia di Gesù nel 1748, insegnò retorica a Barcellona; ma, in seguito all'espulsione dell'ordine (1767), emigrò in Italia, dove insegnò teologia, fermandosi più a lungo a Ferrara.
Sentendo il bisogno di difendere la cultura spagnola, che Girolamo Tiraboschi e Saverio Bettinelli mostravano di disconoscere, Lampillas scrisse, in italiano, il Saggio storico-apologetico della letteratura spagnola (I-VI, Genova 1778-81; VII, Roma 1781; trad. spagnola, Saragozza 1781-86), che nel rivendicare la grandezza letteraria della Spagna, dall'epoca classica alla più recente, portava luce critica e offriva elementi di erudizione, nonostante le intemperanze della polemica, che frattanto si acuiva in altri opuscoli (v. la sua Risposta a l'Abate G. Tiraboschi, Genova 1778; e la Risposta a l'Abate S. Bettinelli, Genova 1780).
Morì a Sestri Levante nel 1810.